# Cupren
Cupren ist eine aus Acetylen in Gegenwart von Kupfer durch Polymerisation hergestellte braune korkähnliche Masse mit der ungefähren Formel (C7H6)n, die früher als Sprengstoffgrundlage und Isoliermaterial verwendet wurde. Sie bildet sich aus Acetylen in Gegenwart von Kupfer-Kieselgur in Paraffinöl oder Methylnaphthalin bei 100–230 °C, beim Überleiten von Acetylen über Kupfer und einer geringen Menge von Magnesium bei 250–300 °C oder bei Reaktion von Acetylen mit Kupferverbindungen wie Kupferoxiden bei 230–330 °C. Cupren bildet sich auch bei der Einwirkung von Licht sowie α- oder β-Strahlung auf Acetylen. Der Name des Stoffes leitet sich von Kupfer (lateinisch Cuprum) ab.
Cupren besteht aus einem Gemisch von Kohlenwasserstoffen unter denen sich Benzoesäure, Mellitsäure und Naphthaline befinden. Als Nebenprodukt bei der pyrogenen Acetylenkondensation entsteht neben Cupren mit dem sogenannten Cuprenteer eine teerartige Flüssigkeit mit komplizierter chemischer Zusammensetzung.